# Dysdera spinidorsa
Dysdera spinidorsa este o specie de păianjeni din genul Dysdera, familia Dysderidae, descrisă de Jörg Wunderlich în anul 1992.
Este endemică în Insulele Canare. Conform Catalogue of Life specia Dysdera spinidorsa nu are subspecii cunoscute.